# Teatro Chicago

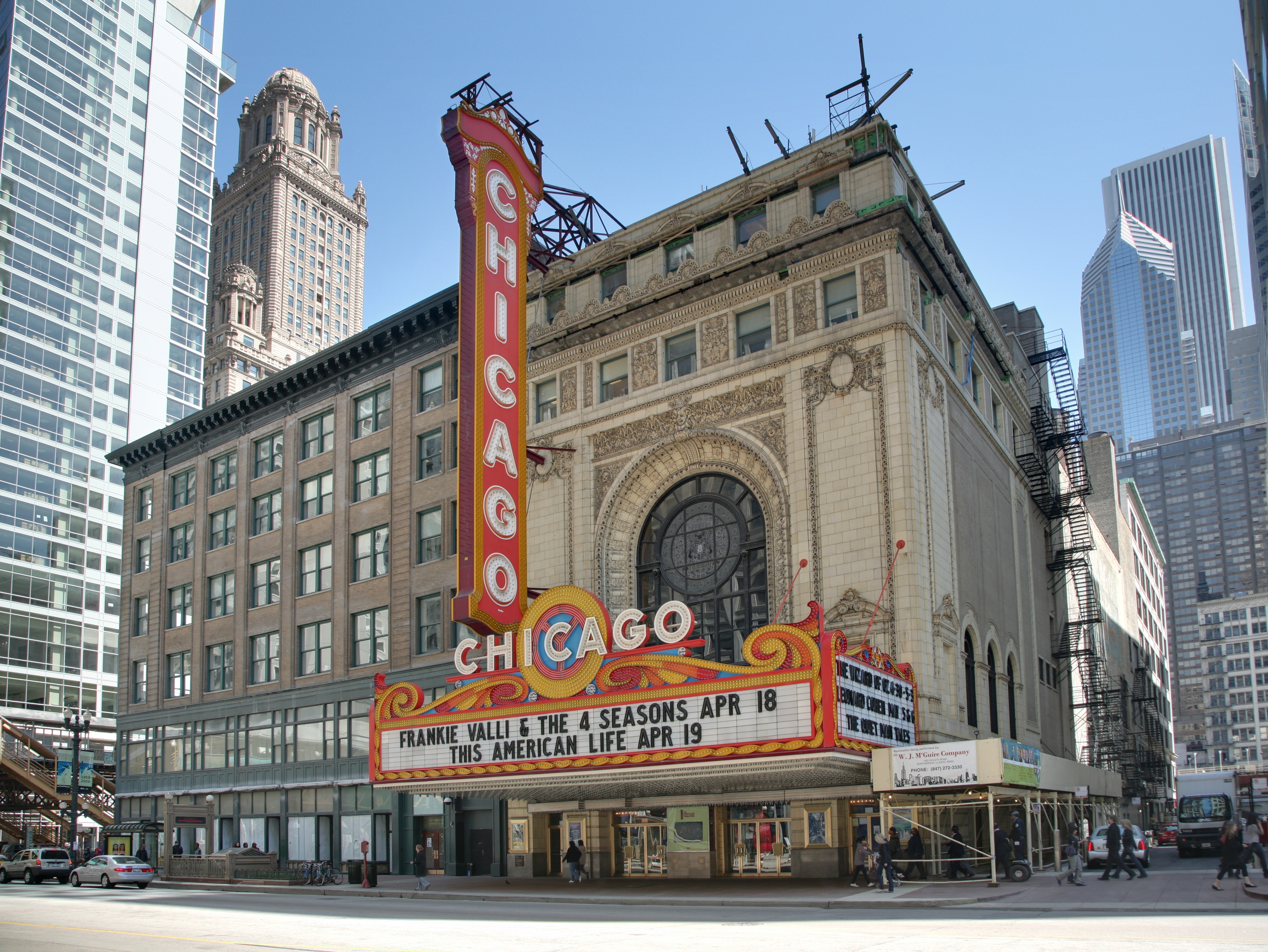
O Teatro Chicago em 17 de abril de 2009.

O Teatro Chicago (Chicago Theatre), originalmente conhecido como Balaban and Katz Chicago Theatre, é um teatro localizado em Loop, Chicago, Illinois. Construído em 1921, foi adicionado ao Registro Nacional de Lugares Históricos em 6 de junho de 1979 e listado como um marco de Chicago em 28 de janeiro de 1983.